# Secret professional
El secret professional és un principi que prohibeix un professional de divulgar informació que ha conegut en l'exercici del seu ofici. Concerneix professionals de la salut, advocats, mestres, periodistes… Generalment, en el dret europeu, cal que la persona afectada lleva el secret, o que un jutge decideix aixecar aquesta obligació. El dret al secret com el dret a l'oblit són principis essencials. Si s"exigeix al ciutadà i o l'estranger que ho diguin tot, llavors a les societats democràtiques no queda lloc per a la diferència. La protecció de dades personals és un aspecte del secret professional. Ha de protegir els ciutadans dels abusos de poder polític, jurídic i econòmic.
El secret professional és un deure que garanteix el dret a la confidencialitat de la persona atesa en serveis mèdics o jurídics. És una condició indispensable perquè hi hagi confiança en la relació d'ajuda. La importància n'esdevé clara, per exemple en el cas d'un metge que constata un maltractament infantil. Tot i que pot semblar estrany, l'obligació de mantenir el secret pot protegir la víctima. Si el perpetrador corris el risc d'una denunciació, podria arribar, per exemple, que no hauria dut la víctima al servei d'urgències, quan encara se'n podia salvar la vida. Un consumidor de substàncies il·legals (drogues) es troba en una situació semblant. D'un altre costat, entre d'altres en el cas dels múltiples abusos sexuals infantils a l'Església catòlica, va palesar que l'obligació de secret protegia més els perpetradors que no pas les víctimes. L'Estatut General de l'Advocacia garanteig «el deure i el dret de guardar secret de tots els fets o notícies que conega per raó de qualsevol de les modalitats de la seua actuació professional, no podent ser obligat a declarar sobre ells».
A occident, un dels primers secrets professionals que va ser protegit per llei va ser el secret de confessió gairebé absolut que protegeix el cànon 983 del codi de dret canònic de l'Església catòlica.

## En les arts
- Secret professional, novel·la policiàca d'Amàlia Lafuente Flo[15]